# Calogero Peri

Bischofswappen von Calogero Peri

Calogero Peri OFMCap (* 16. Juni 1953 in Salemi, Provinz Trapani, Italien) ist ein italienischer Ordenspriester und Bischof von Caltagirone.

## Biografie
Calogero Peri wurde 1969 Novize der Kapuziner in Calascibetta. 1970 legte er die zeitliche Profess ab, 1976 die ewige Profess. Am 9. Dezember 1978 empfing er das Sakrament der Priesterweihe.
Am 30. Januar 2010 ernannte ihn Papst Benedikt XVI. zum Bischof von Caltagirone. Die Bischofsweihe empfing er am 20. März 2010  in der Kathedrale von Caltagirone durch den Erzbischof von Palermo, Paolo Romeo; Mitkonsekratoren waren Mariano Crociata, Vincenzo Manzella, Mario Russotto und Domenico Mogavero.